# Alfa Romeo 145
O Alfa Romeo 145 é um automóvel do segmento C de carroçaria hatch e de tração dianteira da Alfa Romeo. Lançado oficialmente em 1994, apenas com motores boxer começou a ser vendido no ano seguinte. A versão mais desportiva, a Quadrifoglio Verde (QV) foi apresentada em setembro de 1995, trazendo a inovação do motor Twin Spark de primeira geração (CF1).

## Histórico
Substituto do antigo 33 no competitivo mercado de hatchback familiar, durou quatro anos. O primeiro filho do projeto, o 145 de três portas, fez sua estreia em exibição estática no Salão Automóvel de Turim e depois no Paris Motor Show em julho; um lançamento comercial europeu simultâneo foi planejado para 9 de setembro, mas foi adiado para outubro.

### No Brasil
Para o Brasil, a Alfa Romeo preparou duas verões especiais denominadas "Elegant Brasile", e ao total foram faturadas 1.713 unidades da 145 entre 1996 e 1999, sempre com o motor L4 Twin Spark (duas velas por cilindro) 1.8 (1998 a 1999) e 2.0 (1996 a 1999).
Ambos produzem um som instigante, que acaba sendo um estimulante para quem gosta de acelerar. O painel e o console da 145 têm um apelo esportivo, com práticos difusores de ar redondos (nos modelos pós 1997) que podem ser girados em qualquer direção, ou quadrados (nos modelos produzidos antes de 1997), além do recuo à frente do passageiro que cria agradável sensação de amplitude.
O mesmo ocupante dispõe de assoalho inclinado, conveniente em situações de grande desaceleração. Volante de três raios (tradição da Alfa Romeo) e pomo do câmbio trazem revestimento em couro com costura em vermelho (nas versões Quadrifoglio Verde). As enormes janelas dianteiras fazem do interior do Alfa uma vitrine. Além de tudo isso, no Brasil, a 145 vinha de série com Ar-condicionado, trio elétrico, direção hidráulica, rodas de liga leve 6 x 15 pol. calçadas com pneus 195/55 r15 e, como opcional da época, freios ABS, teto solar e Airbags.

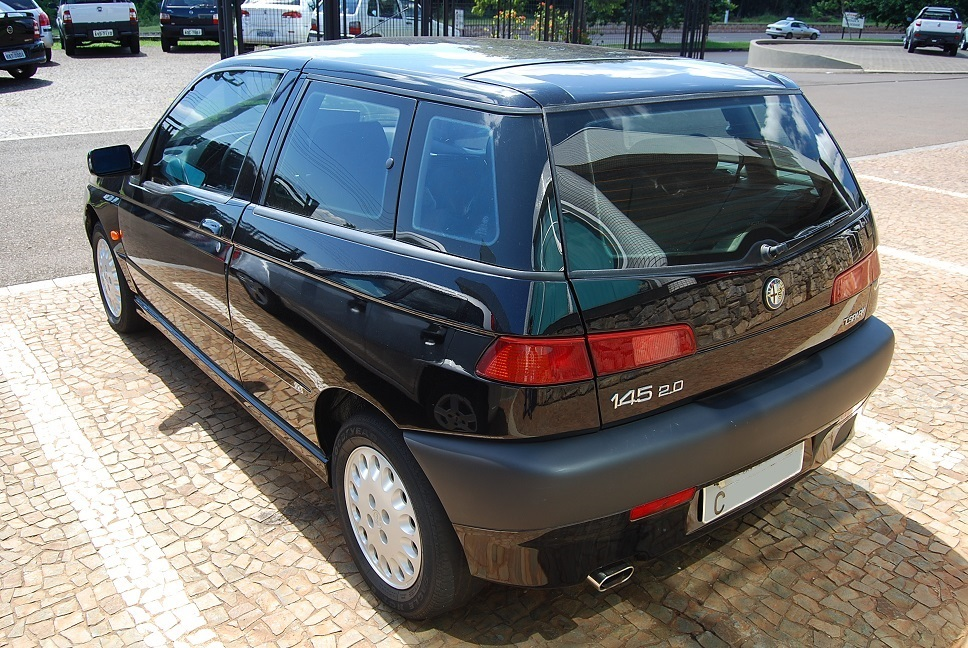
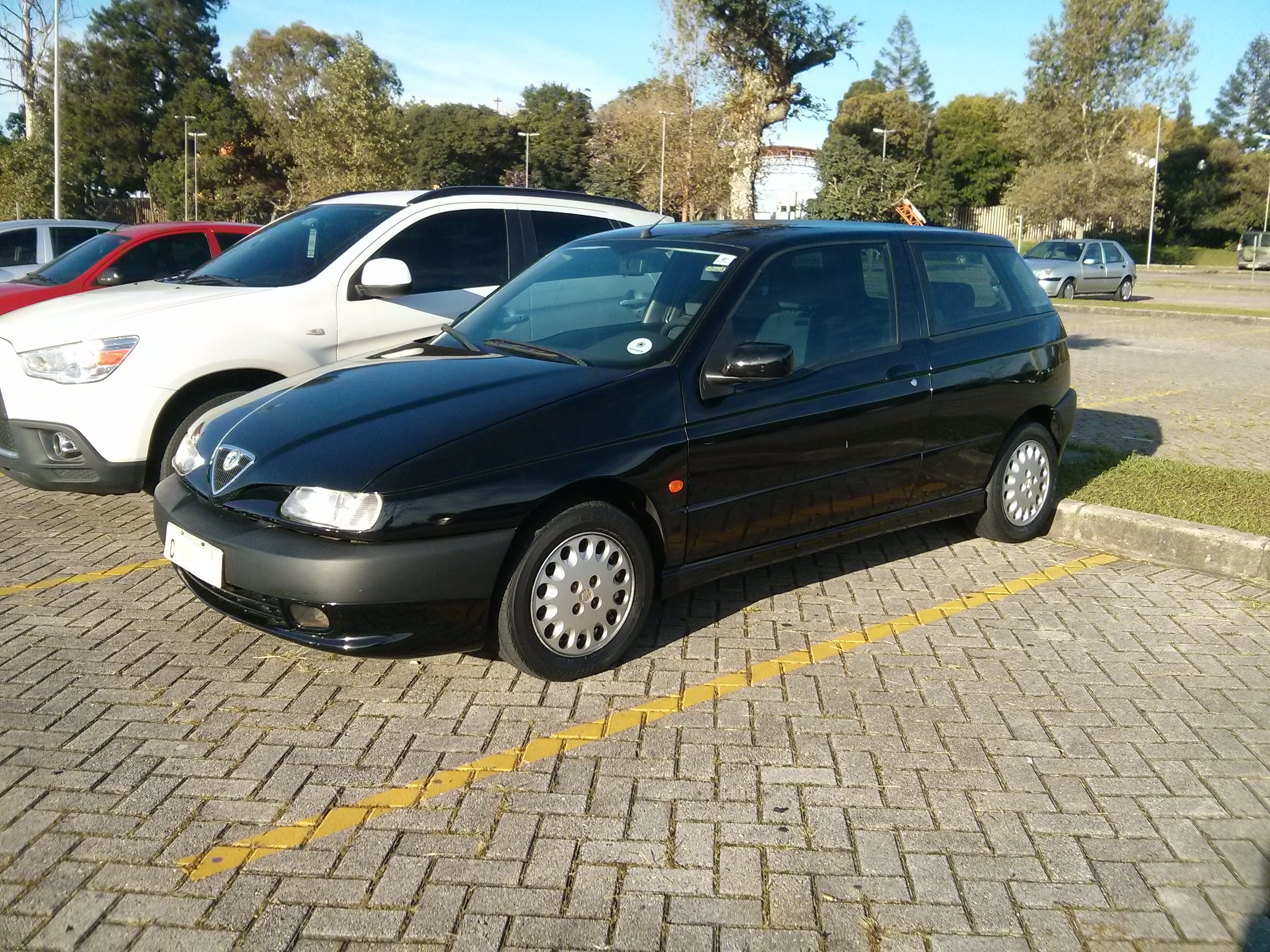
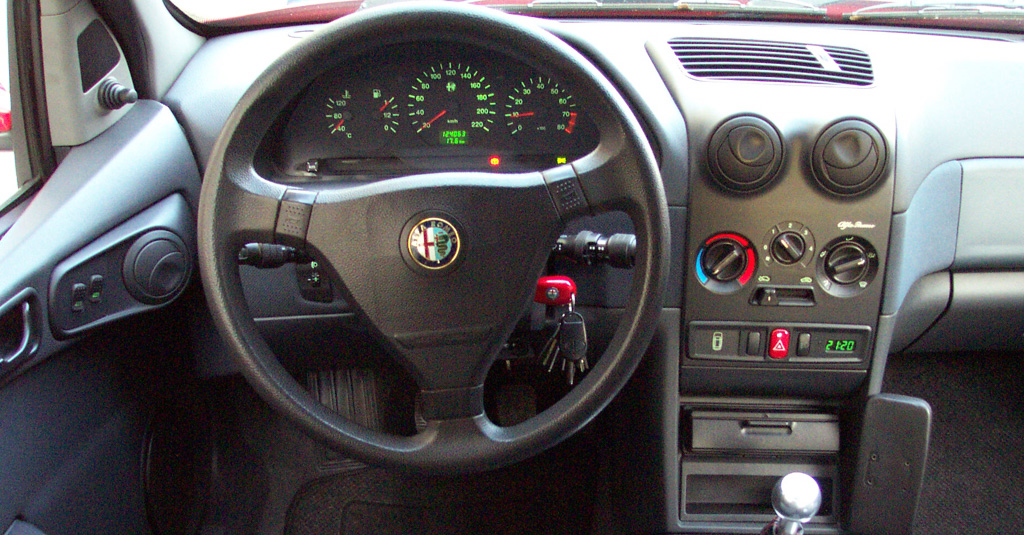

## Especificações
| Modelo             | Tipo de motor      | Disposição do motor | Válvulas           | Potência           | Torque                     | Anos de produção   |
| Motores à gasolina | Motores à gasolina | Motores à gasolina  | Motores à gasolina | Motores à gasolina | Motores à gasolina         | Motores à gasolina |
| ------------------ | ------------------ | ------------------- | ------------------ | ------------------ | -------------------------- | ------------------ |
| 1.4*               | F4                 | 1351 cc             | 8 SOHC             | 90 cv (66,2 kW)    | 115 Nm (84,8 lb·ft) @ 4400 | 1994-1997          |
| 1.6                | F4                 | 1596 cc             | 8 SOHC             | 103 cv (75,8 kW)   | 134 Nm (98,8 lb·ft) @ 4500 | 1994-1997          |
| 1.7 16V            | F4                 | 1712 cc             | 16 DOHC            | 129 cv (94,9 kW)   | 149 Nm (110 lb·ft) @ 4300  | 1994-1997          |
| 2.0i 16V TS QV/Ti  | I4 BS TS           | 1970 cc             | 16 DOHC VVT VLIM   | 150 cv (110 kW)    | 187 Nm (138 lb·ft) @ 3500  | 10/1995 –03/1998   |
| 2.0i 16V TS QV/Ti  | I4 BS TS           | 1970 cc             | 16 DOHC VVT VLIM   | 155 cv (114 kW)    | 187 Nm (138 lb·ft) @ 3500  | 10/1998 –01/2001   |
| 1.4 T.Spark 16V**  | I4 TS              | 1370 cc             | 16 DOHC VVT        | 103 cv (75,8 kW)   | 124 Nm (91,5 lb·ft) @ 4600 | 1997-2001          |
| 1.6 T.Spark 16V    | I4 TS              | 1598 cc             | 16 DOHC VVT        | 120 cv (88,3 kW)   | 144 Nm (106 lb·ft) @ 4500  | 1997-2001          |
| 1.8 T.Spark 16V    | I4 TS              | 1747 cc             | 16 DOHC VVT VLIM   | 144 cv (106 kW)    | 169 Nm (125 lb·ft) @ 3500  | 1997-2001          |
| Motores a diesel   |                    |                     |                    |                    |                            |                    |
| 1.9 TD*            | I4                 | 1929 cc             | 8 SOHC             | 90 cv (66,2 kW)    | 191 Nm (141 lb·ft) @ 2400  | 1994-1997          |
| 1.9 JTD            | I4                 | 1910 cc             | 8 SOHC             | 105 cv (77,2 kW)   | 255 Nm (188 lb·ft) @ 2000  | 1997-2001          |

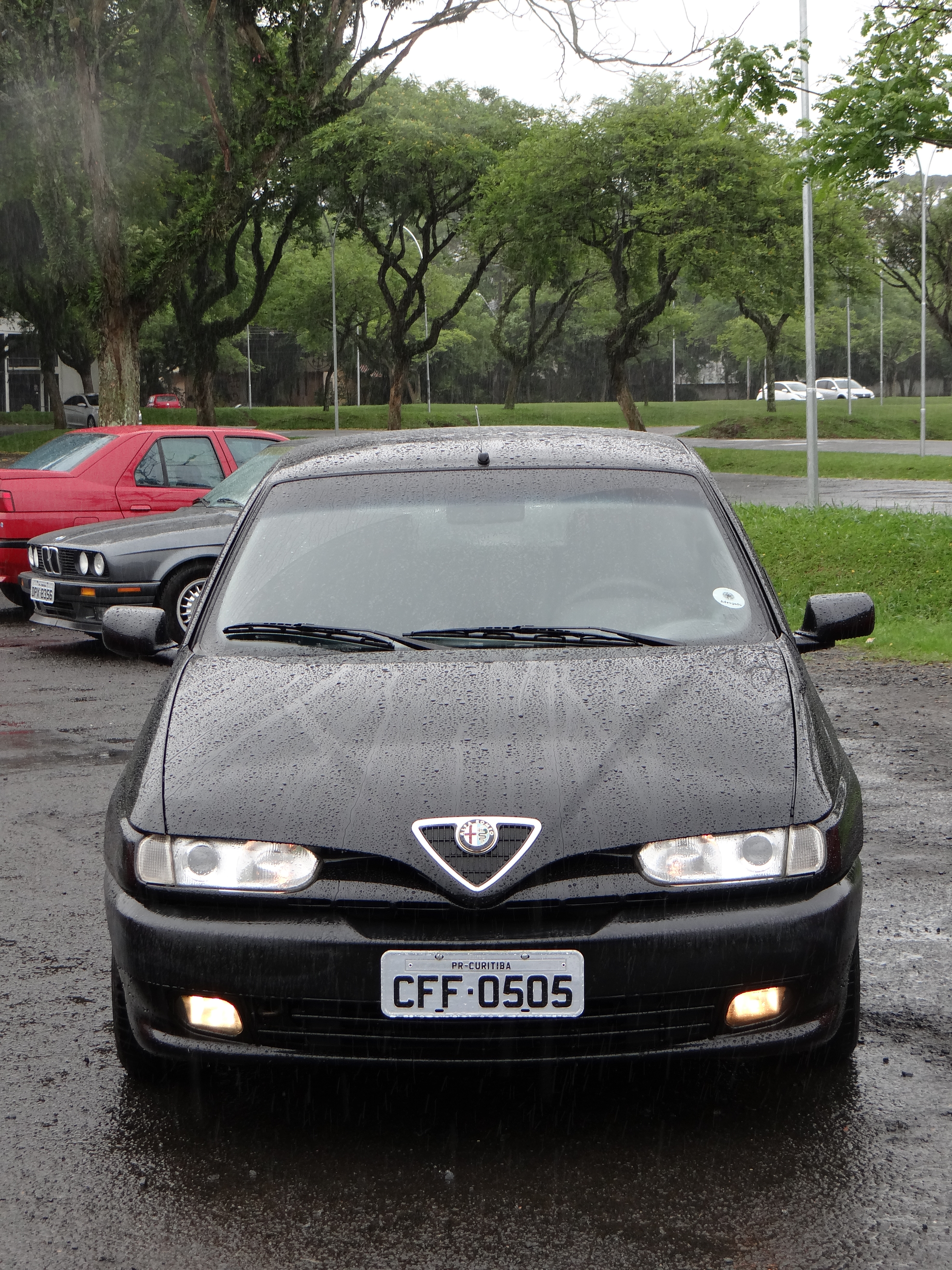
Grade lisa é uma característica das 145 Elegant 2.0, comercializadas no Brasil em 1996.

* Somente mercados do continente europeu.
** Somente continente europeu e Irlanda.

## Alfa Romeo 146
O Alfa Romeo 146 é um sedã esportivo, fabricado pela marca italiana Alfa Romeo. Derivada da Alfa Romeo 145, tem carroceria sedan, com 4 portas e volume extra para o porta malas. Foi também lançada em 1995, durando até 2001. Mundialmente a 146 vendeu mais que a 145, porém o apelo de hot hatch fez a 145 se destacar no cenário automotivo atual. Ambas dividem a plataforma Tipo Due.

## Especificações
| Modelo             | Tipo de motor      | Disposição do motor | Válvulas           | Potência           | Torque             | Anos de produção   |
| Motores a gasolina | Motores a gasolina | Motores a gasolina  | Motores a gasolina | Motores a gasolina | Motores a gasolina | Motores a gasolina |
| ------------------ | ------------------ | ------------------- | ------------------ | ------------------ | ------------------ | ------------------ |
| 1.3*               | F4                 | 1351 cc             | 8 SOHC             | 90 cv (66,2 kW)    | 115 Nm @ 4400      | 1994-1997          |
| 1.6                | F4                 | 1596 cc             | 8 SOHC             | 103 cv (75,8 kW)   | 134 Nm @ 4500      | 1994-1997          |
| 1.7 16V            | F4                 | 1712 cc             | 16 DOHC            | 129 cv (94,9 kW)   | 149 Nm @ 4300      | 1994-1997          |
| 2.0i 16V TS QV/Ti  | I4 BS TS           | 1970 cc             | 16 DOHC VVT VLIM   | 150 cv (110 kW)    | 187 Nm @ 3500      | 10/1995 –03/1998   |
| 2.0i 16V TS QV/Ti  | I4 BS TS           | 1970 cc             | 16 DOHC VVT VLIM   | 155 cv (114 kW)    | 187 Nm @ 3500      | 10/1998 –01/2001   |
| 1.4 T.Spark 16V**  | I4 TS              | 1370 cc             | 16 DOHC VVT        | 103 cv (75,8 kW)   | 124 Nm @ 4600      | 1997-2001          |
| 1.6 T.Spark 16V    | I4 TS              | 1598 cc             | 16 DOHC VVT        | 120 cv (88,3 kW)   | 144 Nm @ 4500      | 1997-2001          |
| 1.8 T.Spark 16V    | I4 TS              | 1747 cc             | 16 DOHC VVT VLIM   | 144 cv (106 kW)    | 169 Nm @ 3500      | 1997-2001          |
| Motores a diesel   |                    |                     |                    |                    |                    |                    |
| 1.9 TD*            | I4                 | 1929 cc             | 8 SOHC             | 90 cv (66,2 kW)    | 191 Nm @ 2400      | 1994-1997          |
| 1.9 JTD            | I4                 | 1910 cc             | 8 SOHC             | 105 cv (77,2 kW)   | 255 Nm @ 2000      | 1997-2001          |

* Somente mercados do continente europeu.
** Somente continente europeu e Irlanda.